# Lee Wan
Lee Wan (* 3. Januar 1984 in Ulsan, Südkorea), wirklicher Name Kim Hyeong-su (김형수), ist ein südkoreanischer Schauspieler. Er ist der Bruder der Schauspielerin Kim Tae-hee.

## Filmografie

### Filme
- 2005: Veronika Tsusui (베로니카, 죽기로 결심하다 Beronika, Juggiro Gyeolsimhada)
- 2008: Once Upon a Time in Seoul (소년은 울지 않는다)
- 2015: Northern Limit Line (연평해전 Yeonpyeong Haejeon)

### Fernsehserien
- 2003: Stairway to Heaven
- 2004: Snow White: Taste Sweet Love
- 2004: Little Women
- 2005: Let’s Go to the Beach
- 2006: Tree of Heaven
- 2007: Magnolia no Hana no Shita de
- 2007: In-soon Is Pretty
- 2008: Ryokiteki na Kanojo (Cameo-Auftritt)
- 2009: Swallow the Sun
- 2013: It’s Not Over Yet